# 高田利種
高田 利種（たかだ としたね、1895年（明治28年）1月15日 - 1987年（昭和62年）10月25日）は、日本の海軍軍人、実業家。海兵46期、海大28期。最終階級は海軍少将。戦後は生化学工業株式会社社長。

## 経歴
1895年（明治28年）1月15日、鹿児島県で税務署長・高田利英の二男として生まれる。現在の西之表市出身。京北中学校を経て、海軍兵学校に45期生として入校したが、病気のため留年し1918年（大正7年）11月、46期生として卒業。公的な席次は次席であったが、首席は皇族（伏見宮博義王）の名誉席次であり、実質的には首席である。翌年8月、海軍少尉任官。海軍大学校航海学生として学び、優等で卒業。「第5号駆逐艦（春風 [II]）」「野風」の各航海長、横須賀鎮守府付、練習艦隊参謀、「長鯨」航海長などを経て、1930年（昭和5年）11月、海軍大学校（甲種28期）を次席で卒業した。
以後、ドイツ駐在（ベルリン大学）、海大教官、海軍省軍務局第1課局員を経て、支那方面艦隊兼第3艦隊参謀としてパナイ号事件の解決にあたる。「蒼龍」副長、第2艦隊参謀などを経て、1940年（昭和15年）11月、軍務局第1課長に着任。対米強硬派の一員として、石川信吾同局第2課長らとともに海軍国防政策委員会・第一委員会に加わり、1941年6月に対米開戦を想定した報告書「現情勢下ニ於テ帝国海軍ノ執ルベキ態度」を取り纏めた。作成された報告書の内容は、海軍部内の姿勢を煽るような内容となっていた。作成者である高田の証言によると海軍としては戦争を避けたいと考えていたが、それでは陸軍や国民に海軍は弱腰だと非難を浴びる。そこで日米関係を煽る内容の報告書を作成することで、海軍の面目を保ち、さらに臨時軍事費（予算）を獲得しつつ、後に米国と妥結するという筋書きのもと作成したという。しかし、報告書が作成された時期は、日米交渉も終盤にあり、アメリカでも1941年（昭和16年）7月21日には日本本土に対する先制攻撃作戦案(J.B.No.355)が裁可されるなど関係が極度に悪化していた。
太平洋戦争には1942年（昭和17年）7月、第3艦隊首席参謀として旗艦の「翔鶴」に乗艦し、第二次ソロモン海戦、南太平洋海戦に参加。機動部隊の再建、作戦指導の中心であったという。以後、連合艦隊首席参謀、横須賀航空隊副長、連合艦隊参謀副長兼海軍総隊参謀副長などを歴任し、1944年（昭和19年）10月、海軍少将に進級。軍務局次長、兼軍令部第2部長、兼大本営海軍戦備部長などを勤めて終戦を迎えた。
1945年（昭和20年）11月、予備役に編入と同時に充員召集を受け、第二復員官として第二復員省に出仕し、翌年3月、充員召集が解除されるまで勤めた。1947年（昭和22年）11月28日、公職追放仮指定を受けた。
のち、生化学工業株式会社社長や水交会副会長などを歴任した。
軍令部OBを中心に開催されていた海軍反省会において第一委員会の責任が問われ、高田も1982年（昭和57年）12月22日に開かれた第37回反省会に招かれた。高田は「海軍部内で戦争に賛成したか反対したかこういうことももう忘れました」、「日本海軍に日米戦争をやれば絶対に勝つと思っている人があったかなかったか私にはわかりません」とコメントし、以後は反省会に出席することはなかった。

## 栄典
- 1919年（大正8年）9月10日 - 正八位[6]
- ドイツ鷲勲章一等功労十字章 ：1942年（昭和17年）12月28日[7]

## 親族
- 祖父 仁礼景範海軍中将
- 兄 高田利貞（陸軍少将）
- 養子 高田知夫（海軍少佐）